# Hoops (videojuego)
Hoops es un videojuego de básquet para Nintendo Family Computer que toma lugar en el gueto. El juego está hecho en un estilo de medio campo con el jugadores teniendo una opción para invalidar o permitir tiros ganadores. A diferencia del baloncesto profesional, un jugador puede cometer tantas faltas como él quiera y nunca tiene que preocuparse por ser eliminado por faltas.
En Japón, el videojuego es conocido como Moero!! Junior Basket - Two on Two (燃えろ！！ ジュニアバスケット ＴＷＯ ＯＮ ＴＷＯ?). Los personajes del juego consisten de Mr. Doc, Jammer, Barbie (sin relación con la muñeca modelo), Face, Bomber, Zap, Legs, y Wiz.